# Thrassivoulos Tsakalotos
Thrassivoulos Tsakalotos, grški general, * 1897, † 1989.